# Царёв, Анатолий Константинович
Анатолий Царёв (псевдоним — «Рэйн», настоящее имя — Анато́лий Константи́нович Тетеря́дченко; род. 4 мая 1988, Тамбов, СССР) — российский поэт и музыкант, известный прежде всего как лидер тамбовской рок-группы «Операция Пластилин».

## Биография
Анатолий Тетерядченко родился в Тамбове 4 мая 1988 года. По собственному признанию, серьёзное увлечение музыкой началось в 2002 году: в возрасте 14 лет он услышал в исполнении друга семьи Александра Гриднева песню «Генералы песчаных карьеров». Песня была сыграна в необычной манере из-за рака гортани, что произвело сильное впечатление на Анатолия. Тогда же он попросил Гриднева разучить песню на гитаре.
Вскоре была создана первая группа «Маразм», в которой состоял Анатолий вместе со своими друзьями. После произошла встреча со Светланой Бурлака, которая впоследствии станет основной вокалисткой группы и её лидером. По предложению Светланы название группы изменили на «ЧМТ» (Черепно-мозговая травма). Позже группа снова сменит название на «Операция Пластилин», на этот раз по предложению самого Анатолия. В 2007 году Анатолий и Светлана перешли на вегетарианство. В 2009 году группа ещё раз поменяет название — на «Mama», отыграв несколько концертов и успев выпустить альбом «Операция Пластилин». В декабре 2009 г. по причине ухода Светланы Бурлака и в результате творческих разногласий группа прекратила своё существование.
В начале 2010 года участники создают новый коллектив под руководством Анатолия, при этом не меняя названия по просьбе слушателей. В ту пору появляется новый идейно-музыкальный концепт творчества, потому Анатолий берет новый псевдоним (Царёв) и меняет транслитерацию старого псевдонима Rain на «Рйн». В феврале 2011 года состоялсядебютный релиз сборника стихотворений под названием «Чистый полёт». В 2016 году Анатолий Царев принял участие в числе прочих музыкантов в записи сингл-манифеста «Ни рыбы, ни мяса» группы «Тараканы!». В начале мая 2018 года был запущен некоммерческий лейбл и концертное агентство Runtime Booking совместно с директором группы Евгением Соловьёвым. В 2019 году музыкант начал заниматься раздельным сбором мусора, о чём сообщил на страничках в социальной сети, чтобы привлечь внимание к данной проблеме. В апреле 2020 года состоялся выпуск сольного альбома «Черновики», записанного полностью самостоятельно. В ноябре того же года был выпущена песня группы «Обе-Рек», где Царёв принял участие в записи вокала. Спустя год, в марте, Анатолий поделился новостью, что стал отцом — сына назвали Мирон. Уже в ноябре 2021 года была выпущена песня к сериалу «Несвалка», целью которой была пропаганда разумного потребления в обществе.

## Личная жизнь
- Анастасия Тетерядченко — жена.[11]
- Мирон — сын.[12]

## Интересные факты
- По убеждению является верующим, но не причисляет себя к какой-либо религиозной конфессии.[13]
- Во время протестов в Беларуси музыкант раскритиковал действия властей, что в свою очередь было отражено в восьмом альбоме.

## Дискография

### Сольное творчество
- 2016 — Тараканы! — «Ни рыбы, ни мяса» (участие)
- 2020 — Черновики (альбом)
- 2020 — Обе-Рек — «Выжил» (участие)

### «Операция Пластилин»
Номерные альбомы
- 2005 — Не спасёт
- 2006 — Акустический альбом утренник
- 2007 — Своими словами
- 2009 — Операция Пластилин
- 2011 — Lucky 7's
- 2012 — Эйфория
- 2014 — Прайд
- 2015 — Маяк
- 2016 — Волна
- 2018 — Голодным и злым
- 2019 — Рейв
- 2021 — Грустные песни для уставших людей
- 2022 — Блэкаут
- 2024 — Мантра, побеждающая смерть

## Театральные работы
- Моноспектакль «Чудеса» 2014[14].
- Моноспектакль «Чудеса» 16 августа 2015 / Москва.[15][16][17]
- Моноспектакль «Чудеса» 28 февраля 2016 / Санкт-Петербург.[18][19]